# Иодометрия

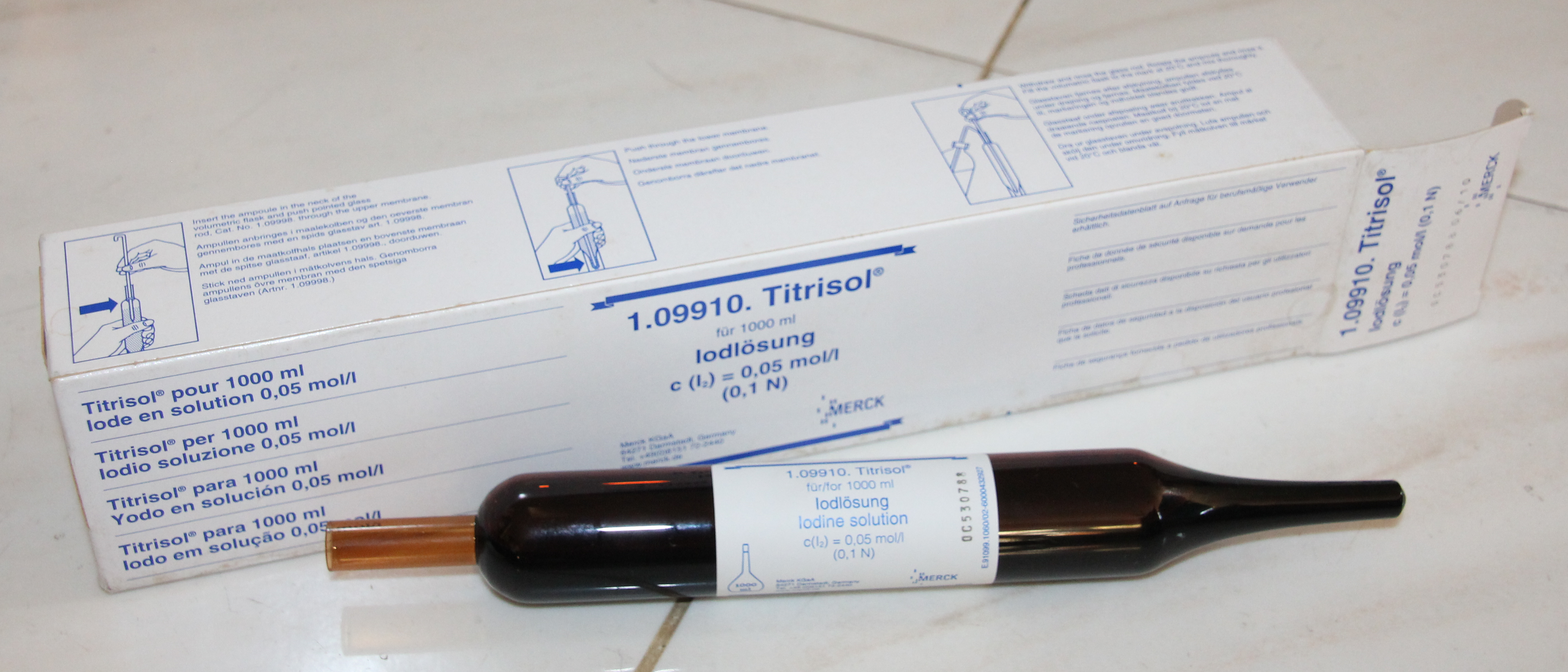
Стандарт-титр для иодометрии

Иодометрия — титриметрический (объёмный) метод определения веществ, основанный на реакциях окисления-восстановления (разновидность оксидиметрии) с участием иода или иодида калия:
{\displaystyle {\mathsf {I_{3}^{-}+2e^{-}\rightleftarrows 3I^{-}}}}
Стандартный электродный потенциал данной реакции составляет +0,545 В.
Для реакции 
{\displaystyle {\mathsf {I_{2}+2e^{-}\rightarrow 2I^{-}}}}
стандартный электродный потенциал составляет +0.536 В.
Прямое иодометрическое титрование непосредственно раствором I2 может быть использовано, в частности, для титрования восстановителей в присутствии избытка KI:
Этим способом определяют концентрацию As(III), Sn(II), Sb(III), сульфидов, сульфитов, тиосульфатов и др.:
{\displaystyle {\mathsf {Na_{2}SO_{3}+H_{2}O+I_{2}\rightarrow Na_{2}SO_{4}+2HI}}}
Возможно также определение восстановителей с избытком иода, непрореагировавшее количество которого определяется титрованием тиосульфата натрия.
Косвенное иодометрическое титрование используется для титрования окислителей; в этом случае определяемые вещества взаимодействуют с избытком KI с образованием иода, который оттитровывается раствором тиосульфата натрия. Этот способ используется для определения концентрации Cu(II), H2O2, Br2, BrO3-, ClO-
{\displaystyle {\mathsf {2KI+H_{2}O_{2}\rightarrow 2KOH+I_{2}}}}
{\displaystyle {\mathsf {2Na_{2}S_{2}O_{3}+I_{2}\rightarrow Na_{2}S_{4}O_{6}+2NaI}}}
Иодометрический метод анализа используется также для определения концентрации ионов H+:
{\displaystyle {\mathsf {IO_{3}^{-}+5I^{-}+6H^{+}\rightarrow 3I_{2}+3H_{2}O}}}
Иодометрический метод анализа является также основой метода Фишера по определению воды в органических растворителях.

## Определение конечной точки титрования
Наиболее распространённым индикатором для определения конечной точки титрования служит крахмал, который образует с иодом ярко окрашенный аддукт темно-синего цвета. Другими индикаторами служат кумарин, производные α-пирона. Конечную точку титрования определяют также при помощи физико-химических методов анализа — потенциометрически, амперометрически и др.
Погрешности в определении конечной точки титрования связаны с летучестью иода, возможностью изменения концентрации иодида калия вследствие его окисления кислородом воздуха, разложения тиосульфата натрия в кислой среде или протекания реакции тиосульфата натрия с иодом в щелочной среде по иному механизму реакции.

## Комментарии
1. ↑  Идею использовать в титриметрии реакцию перехода иода в иодиды в присутствии крахмала предложил французский ботаник Гутон де ла Бийардьер (1826) для определения хлорной извести[2][3]. Систематическое применение иодометрического метода в химическом анализе началось с работы Дюпаскье[фр.], использовавшего иодометрию для определения сероводорода в воде (1840)[4]. В 1853 году Бунзен предложил иодометрию в качестве общего метода определения окислителей; для титрования выделяющегося иода Бунзен использовал сернистую кислоту[3]. Тиосульфат натрия как реагент для титрования иода предложен в 1853 году Шварцем (Karl Leonhard Heinrich Schwarz, 1824–1890)[5][6][7].